# Макаров, Лев Михайлович
Лев Миха́йлович Мака́ров (род. 26 июня 1980, Дрезден) — российский медиаменеджер, заместитель генерального директора «СТС Медиа» по новым проектам (с 19 марта 2018 года), директор телеканала «СТС Kids» (с 6 июля 2018 года), экс-генеральный директор телеканалов «2x2» (2012—2016 годы) и «Че» (2016—2018 годы).

## Биография
Родился 26 июня 1980 года в Дрездене.
В 2002 году окончил механико-математический факультет Московского государственного университета имени М. В. Ломоносова.
Работу в медиаотрасли начал с 2002 года в качестве менеджера по исследованиям телеканала ТНТ.
С 2002 по 2004 год работал старшим менеджером по исследованиям телеканала ТНТ, а в 2004 году был назначен руководителем отдела исследований ТНТ.
В 2006 году Макаров получил должность заместителя программного директора по стратегическому планированию ТНТ.
В 2007 году становится программным директором перезапущенного телеканала «2x2».
С 2010 по 2012 год совмещал должности программных директоров двух телеканалов: «2x2» и «MTV Россия».
С июня 2012 по сентябрь 2016 года являлся генеральным директором телеканала «2x2».
За время работы на «2x2» Макарову не раз приходилось отстаивать показ зарубежных мультсериалов «Маленькие лесные друзья», «Приключения Большого Джеффа» и «Южный парк» в эфире телеканала.
При непосредственном участии Макарова были созданы анимационные сериалы «Пыхчево», «Атомный лес», «Разведчики» и «Подозрительная сова»; с 2013 года проводится ежегодный Международный телевизионный Фестиваль Авторского Анимационного Фильма (ФААФ); в 2014 году в российский телеэфир был возвращён аниме-сериал «Покемон», а в 2015 году на телеканале «2x2» был показан Финал Чемпионата мира 2015 по игре League of Legends.
В 2013 году Лев Макаров стал почётным председателем жюри ежегодной общероссийской литературной премии «Национальный бестселлер—2013». Премию получил автор, скрывающийся под псевдонимом Фигль-Мигль, за роман «Волки и Медведи». Голоса шестерых членов жюри распределились поровну между «Волками и Медведями» и романом Максима Кантора «Красный свет». Решающим стал голос почётного председателя жюри Льва Макарова.
В 2014 году Макаров был одним из членов жюри реалити-шоу «Работа в большом городе» на «Радио Energy».
С 23 сентября 2016 по 18 марта 2018 года являлся генеральным директором телеканала «Че».
С 19 марта 2018 года работает заместителем генерального директора «СТС Медиа» по новым проектам.
С 6 июля 2018 года — директор детского телеканала «СТС Kids».

## Награды и номинации
- 2008 год — Лауреат премии «Молодые люди года—2008» в категории «Медиа»[21].

## Интервью
- Mediajobs.ru — Лев Макаров: «Программный директор — это менеджер, управляющий сложным коллективом творческих людей» // 2011
- РБК — В анимации даже ребёнок понимает, что это некий вымышленный мир // 3 декабря 2013
- Lenta.ru — Гендиректор «2х2» об уходе из эфира и Фрэнке Андервуде из «Карточного домика» // 30 октября 2015
- «Известия» — «Развлечеба» и другие хитрости // 5 июня 2018